# Галковский сельский совет (Роменский район)
Галковский сельский совет (укр. Галківська сільська рада) — упразднённая административная единица в составе
Роменского района
Сумской области
Украины.
Административный центр сельского совета находился в 
с. Галка
.

## Населённые пункты совета
- с. Галка
- с. Плужниково